# Galeoglossum
Galeoglossum – rodzaj roślin z rodziny storczykowatych (Orchidaceae). Obejmuje 3 gatunki występujące w Ameryce Południowej w Meksyku i Gwatemali.

## Systematyka
Rodzaj sklasyfikowany do podplemienia Cranichidinae w plemieniu Cranichideae, podrodzina storczykowe (Orchidoideae), rodzina storczykowate (Orchidaceae), rząd szparagowce (Asparagales) w obrębie roślin jednoliściennych.
Wykaz gatunków
- Galeoglossum cactorum Salazar & C.Chávez
- Galeoglossum thysanochilum (B.L.Rob. & Greenm.) Salazar
- Galeoglossum tubulosum (Lindl.) Salazar & Soto Arenas